# Cerny-sur-l'Essonne
Cerny o Cerny-sur-l'Essonne és un municipi francès part del cantó d'Étampes i de la Comunitat de comunes de la Val d'Essonne (districte d'Étampes, departament d'Essonne, regió de l'Illa de França). És a 3 km de La Ferté-Alais (capital cantonal), i a uns 13 quilòmetres d'Étampes (capital del districte). Per decret de l'Assemblea Nacional del 21 de juliol i 24 d'agost de 1790, Cerny forma part de la diòcesi de Versalles. Formà part del departament de Seine-et-Oise mentre aquest existí.
En aquest municipi s'hi esmenten cinc llogarets (hameaux): Pont-de-Villiers, Montmirault, Orgemont, Grand i Petit-Boinvaux. El territori de Cerny va des del sòl sorrenc de Fontainebleau fins a la terra de blat de Beauce. Al mateix municipi pertanyen cinc castells o grans cases burgeses: Villiers, Montmirault, les Tourelles, Presles, i Cerny; i tres granges: les de Tanqueux, de l'Ardenay, de la Chapelle-d'Orgemont.
El lloc té restes d'ocupació antiga com el Dolmen de Pocancy i restes d'ossos humans i eines de sílex i bronze al turó de l'Ardenay. La cita històrica més recent que esmenta Cerny és una carta emesa durant el regnat de Felip August (s. XII-XIII). El 1343 la localitat rep una carta de franquesa reial promoguda per Raül, comte d'Eu, a canvi del pagament de 75 livres tournoises a aquest per part dels vilatans. Aquell mateix segle (1358) la reina Jeanne d'Évreux fa donació al comú d'uns terrenys al voltant de l'església per a que hi puguin fer un cementiri. D'acord a una carta de Jeanne d'Évreux, Comtessa de la Ferté, datada de 1359 Cerny formava part de l'esmentat Comtat, tot i que era pretès pels senyors de Villiers-le-Châtel que també s'intitulaven senyors de Cerny. Al segle XVI es produeixen un devessall de calamitats: nevada i aiguats el 24 de juny del 1562 que menaren inundacions, destrucció de les collites i pestilències; el 1566 es produí una sequera; el 1568 s'hi estableix un exèrcit dirigit per Mr de Meaux i uns subsegüents saquejos i pillatges per part d'hugonots. El 1590 s'estableixen uns 20.000 homes de l'exèrcit d'Enric IV de França. Ja al segle següent també s'esmenta una calamarsada destructiva el 1677. L'any 1697 s'estableix a la localitat un petit seminari.